# باول روس (سياسي)
باول روس هو لاعب اتحاد الرغبي وسياسي جنوب أفريقي، ولد في 30 أكتوبر 1880 في ستيلينبوش في جنوب أفريقيا، وتوفي بنفس المكان في 22 سبتمبر 1948. نشط حزبياً في الحزب الوطني.

## وصلات خارجية
- باول روس (سياسي) عل موقع إسبنسكروم (الإنجليزية)